# خميس سرحان المحمدي
خميس سرحان بشير المحمدي كان سياسيا عراقيا وعضوا في القيادة القطرية لحزب البعث العربي الاشتراكي، وكان مسؤولا عن تنظيمات محافظة كربلاء.
شغل قبلها منصب أمين سر قيادة فرع الفلوجة لحزب البعث العربي الاشتراكي، كما كان عضوا في المجلس الوطني العراقي.
ورد اسمه ضمن قائمة العراقيين المطلوبين لدى الولايات المتحدة، وظهر ضمن مجموعة أوراق اللعب لأهم المطلوبين العراقيين، وقد أعتقدت القوات الولايات المتحدة الأمريكية عن أنه مدير هجمات فندق الرشيد وإسقاط طائرة أمريكية من طراز شينوك قرب مدينة الفلوجة.
أعلن حزب البعث في نيسان/أبريل 2004 عن طرده من الحزب. لكنه ألقي القبض عليه في 11 كانون الثاني/ديسمبر 2004
أطلق سراحه في آب/4 أغسطس، 2010 بعد تبرئته من التهم التي وجهت إليه في قضية تجفيف الأهوار.
توفى في 11 كانون الثاني/يناير 2013.
في عام 2017، أقر مجلس النواب العراقي قانونا ينص على مصادرة الأموال المنقولة وغير المنقولة لكل من صدام حسين وزوجاته وأولاده وأحفاده وأقربائه حتى الدرجة الثانية ووكلائهم ومصادرة أموال قائمة من 52 من أركان النظام السابق، كان من بينهم خميس سرحان المحمدي.